# Resoluut
Resoluut was een katholieke vernieuwingsbeweging waarmee voormalig partijvoorzitter en Eerste Kamerlid Dick de Zeeuw met een groep andere vooruitstrevende politici binnen de KVP in de jaren zeventig enige tijd vergeefs toenadering zocht tot D66. 
Bij de moeizame onderhandelingen die voorafgingen aan de vorming van het CDA als optelsom van KVP, ARP en  CHU had De Zeeuw zich een voorstander getoond van een "open partij", waarbij niet van alle vertegenwoordigers van de fusiepartij zou worden geëist het Evangelie te onderschrijven. Toen in 1974 overeenstemming werd bereikt over de statuten van het CDA, bleek De Zeeuw onvoldoende medestanders te hebben. Daarom dreigde hij verder te gaan met alleen een vernieuwde KVP zonder de beide andere confessionele partijen, die in plaats daarvan aansluiting zou moeten zoeken bij de progressieve partijen. Dat kostte hem zijn positie als partijvoorzitter. Ten slotte bedankte hij als lid van de KVP en werd lid van de PvdA.
Kort na de opheffing van Resoluut richtten enkele oud-leden in december 1976 de Algemene Volkspartij op, die in februari 1977 opging in het Demokratisch Aktie Centrum.